# Міагра строката
Міа́гра строка́та (Myiagra cyanoleuca) — вид горобцеподібних птахів родини монархових (Monarchidae). Гніздиться в Австралії.

## Опис
Голова і верхня частина тіла у самця темно-сірі, нижня частина тіла біла. У самиць верхня частина тіла сірувата, на горлі руда пляма. Лапи і дзьоб темно-сірі.

## Поширення і екологія
Строкаті міагри гніздяться на сході Австралії та на Тасманії. Зимують на Новій Гвінеї. Бродячі птахи трапляються в Новій Зеландії. Строкаті міагри живуть в помірних і тропічних лісах, парках і садах.

## Поведінка
Гніздяться з жовтня по лютий. Гніздо робиться з кори і мохі, скріплюється павутинням, розміщується на висоті від 5 до 25 м над землею. В кладці 2-3 блакитнувато-зелених яйця, поцяткованих коричневими плямками.